# Last Night (Vale Lambo)
Last Night è un singolo del rapper italiano Vale Lambo, pubblicato il 2 settembre 2022.

## Descrizione
Il brano è stato scritto dal cantante stesso insieme a Pray Da Vinci e Niko Beatz, che ne sono anche i produttori.
Musicalmente il brano presenta sonorità afro house e si ispira allo stile musicale di Drake e Black Coffee. Esso è composto con un tempo allegro di 122 battiti per minuto e in tonalità di Re minore.

## Tracce
Testi di Valerio Apice, Mattia Piras, Nicola Vignola, musiche di Mattia Piras, Nicola Vignola.
1. Last Night – 3:28